# Bocconotto
Un bocconotto (ou boconotto) est une pâtisserie typique des régions italiennes des Pouilles, des Abruzzes et de la Calabre. Il est souvent consommé à Noël.
Sa garniture varie selon la région dans laquelle il est produit. Dans les Abruzzes, cette garniture peut contenir de la poudre de cacao, de la cannelle et des amandes grillées.